# Jean-Alexandre Seyès

Page A5 avec réglure Seyès.

Jean-Alexandre Seyès, né à  Paris (ancien 6e arrondissement) le 28 janvier 1855, décédé à Pontoise le 9 décembre 1937, est un libraire-papetier français, inventeur de la réglure Seyès. 

## Biographie
Libraire à Pontoise, il dépose le 16 août 1892 au tribunal de sa ville la réglure qui deviendra caractéristique de la papeterie scolaire française : un carré de 0,8 cm de côté divisé horizontalement en quatre espaces de 0,2 cm de haut (les « grands carreaux »).